# Hans Schmidt (général d'infanterie)
Ne doit pas être confondu avec Hans Schmidt (général).
Pour les articles homonymes, voir Hans Schmidt et Schmidt.
Hans Schmidt (28 avril 1877 à Ulm - 5 juin 1948 à Stuttgart) est un General der Infanterie allemand qui a servi au sein de la Heer dans la Wehrmacht pendant la Seconde Guerre mondiale.
Il a été récipiendaire de la croix de chevalier de la croix de fer avec feuilles de chêne. La croix de chevalier de la croix de fer et son grade supérieur, les feuilles de chêne, sont attribués pour récompenser un acte d'une extrême bravoure sur le champ de bataille ou un commandement militaire avec succès.

## Biographie
Il s'engage le 11 juillet 1895 dans l'armée wurtembergeoise en tant que porte-drapeau et est promu lieutenant fin 1896 dans le 121e régiment d'infanterie (de) de Louisbourg.

## Décorations
- Croix de fer (1914)[1]
  - 2e classe
  - 1re classe
- Ordre de la Couronne (Prusse) 4e classe
- Croix de chevalier de l'Ordre royak de Hohenzollern
- Ordre du Mérite militaire (Bavière) 4e classe avec glaives et couronne
- Croix de chevalier de l'ordre d'Albert 2e classe
- Croix de chevalier de l'ordre du Mérite militaire (Württemberg)
- Croix de chevalier de l'ordre de Frédéric avec glaives
- Médaille militaire de service (Wurtemberg) 1re Classe
- Croix hanséatique de Hambourg
- Croix du Mérite militaire (Autriche) 3e classe avec décorations de guerre
- Médaille de service de la Wehrmacht 4e à 1re classe
- Agrafe de la croix de fer (1939)
  - 2e classe
  - 1re classe
- Médaille du Front de l'Est
- Croix allemande en or le 6 novembre 1942[2]
- Croix de chevalier de la croix de fer avec feuilles de chêne[2]
  - Croix de chevalier le 22 septembre 1941
  - 34e feuilles de chêne le 24 novembre 1943